# 201 (álbum)
201 es el cuarto álbum de estudio grabado por el cantante colombiano Manuel Turizo. Fue lanzado al mercado bajo el sello discográfico Sony Music Latin el 22 de noviembre de 2024.
El álbum se caracteriza principalmente por la variedad de ritmos particulares; desde urbanos como reguetón, tribal y electrónica, algunos como pop rock, country, balada y corrido, hasta más tropicales como merengue, bachata, vallenato y mambo. Asimismo, el 22 de noviembre de 2024, el álbum fue presentado después de su sencillo «Qué pecao» junto al cantante colombiano Kapo.
Se desprenden del mismo, algunos sencillos como: «Mamasota», «De lunes a lunes» y «Enhorabuena» entre otros. En este álbum, están incluidas las participaciones de Yandel, Grupo Frontera, Saiko, Elder Dayán Díaz y Alok.

## Lista de canciones
| N.º | Título                                     | Duración |  |
| 1.  | «Qué pecao» (con Kapo)                     | 3:50     |  |
| 2.  | «Sígueme besando así»                      | 3:05     |  |
| 3.  | «A nombre tuyo»                            | 2:29     |  |
| 4.  | «La ex de mi amigo» (con Elder Dayán Díaz) | 3:32     |  |
| 5.  | «Plata pa' gastar»                         | 2:12     |  |
| 6.  | «Enhorabuena»                              | 2:48     |  |
| 7.  | «De lunes a lunes» (con Grupo Frontera)    | 3:08     |  |
| 8.  | «Yo no me vuelvo a enamorar» (con Alok)    | 3:31     |  |
| 9.  | «Mirando al techo»                         | 2:06     |  |
| 10. | «Mamasota» (con Yandel)                    | 3:36     |  |
| 11. | «Bahamas» (con Saiko)                      | 3:43     |  |
| 12. | «Dios te cuide»                            | 3:18     |  |

## 201 World Tour

### Fechas
| Fecha                    | Ciudad              | País           | Recinto                               |
| ------------------------ | ------------------- | -------------- | ------------------------------------- |
| Latinoamérica            |                     |                |                                       |
| 11 de junio de 2025      | Guadalajara         | México         | Arena Guadalajara                     |
| 13 de junio de 2025      | Ciudad de México    | México         | Arena Ciudad de México                |
| 14 de junio de 2025      | Monterrey           | México         | Arena Monterrey                       |
| 28 de junio de 2025      | Veracruz            | México         | Feria de Veracruz                     |
| 9 de agosto de 2025      | San José            | Costa Rica     | Parque Viva                           |
| 11 de agosto de 2025     | Montevideo          | Uruguay        | Antel Arena                           |
| 12 de agosto de 2025     | Lima                | Perú           | Costa 21                              |
| 14 de agosto de 2025     | Santiago            | Chile          | Movistar Arena                        |
| 18 de agosto de 2025     | Buenos Aires        | Argentina      | Movistar Arena                        |
| Norteamérica             |                     |                |                                       |
| 21 de agosto de 2025     | Chicago             | Estados Unidos | Rosemont Theatre                      |
| 23 de agosto de 2025     | Nueva York          | Estados Unidos | United Palace                         |
| 24 de agosto de 2025     | Washington D. C.    | Estados Unidos | Eaglebank Arena                       |
| 28 de agosto de 2025     | Orlando             | Estados Unidos | Walt Disney Theatre                   |
| 29 de agosto de 2025     | Miami               | Estados Unidos | Kaseya Center                         |
| 31 de agosto de 2025     | Charlotte           | Estados Unidos | Ovens Auditorium                      |
| 11 de septiembre de 2025 | Sugar Land          | Estados Unidos | Smart Financial Center                |
| 12 de septiembre de 2025 | Texas               | Estados Unidos | Texas Trust CU Theatre                |
| 14 de septiembre de 2025 | Hidalgo             | Estados Unidos | Payne Arena                           |
| 17 de septiembre de 2025 | Rohnert Park        | Estados Unidos | Graton Resort and Casino              |
| 19 de septiembre de 2025 | Los Ángeles         | Estados Unidos | Peacock Theater                       |
| 21 de septiembre de 2025 | Temecula            | Estados Unidos | Pechanga Theater                      |
| Latinoamérica            |                     |                |                                       |
| 26 de septiembre de 2025 | Guayaquil           | Ecuador        | Coliseo Voltaire Paladines Polo       |
| 27 de septiembre de 2025 | Bogotá              | Colombia       | Coliseo MedPlus                       |
| 4 de diciembre de 2025   | San Pedro Sula      | Honduras       | Estacionamiento Comisariato Los Andes |
| 5 de diciembre de 2025   | San Salvador        | El Salvador    | Complejo Cuscatlan                    |
| 6 de diciembre de 2025   | Ciudad de Guatemala | Guatemala      | Explanda Distrito Futeca              |